# Tazón Cheez-It 2022
El Cheez-It Bowl 2022 fue un juego de bolos de fútbol universitario que se jugó el 29 de diciembre de 2022 en el Camping World Stadium en Orlando, Florida. El 33.º Cheez-It Bowl anual contó con Florida State de la Atlantic Coast Conference y Oklahoma de la Big 12 Conference. El juego comenzó a las 17:30 EST y se transmitió por ESPN. Fue uno de los juegos de bolos 2022-23 que concluyen la temporada de fútbol americano FBS 2022. El patrocinador principal del juego fue Kellogg's a través de su marca Cheez-It.

## Equipos
Según los vínculos de la conferencia, el juego contó con equipos de la Conferencia de la Costa Atlántica y la Conferencia Big 12.
Esta fue la octava reunión entre Oklahoma y Florida State; los Sooners lideran la serie de todos los tiempos, 6-1. También fue el quinto juego de bolos entre los Sooners y Seminoles, precedido por el Gator Bowl de 1965, el Orange Bowl de 1980, el Orange Bowl de 1981 y el Orange Bowl de 2001 (el último de los cuales vio a Oklahoma ganar el campeonato nacional).

### Oklahoma
Oklahoma completó su temporada regular con un récord general de 6-6, 3-6 en los Big 12 juegos . Después de comenzar la temporada con tres victorias fuera de la conferencia, The Sooners tuvo tres derrotas consecutivas en la conferencia antes de ganar su primer juego de conferencia al vencer a Kansas. Oklahoma terminó la temporada con victorias contra Iowa State y Oklahoma State y más derrotas ante Baylor, West Virginia y Texas Tech.